# Fabrizio Bartaletti
Fabrizio Bartaletti né le 27 juillet 1951 à Livourne en Toscane (Italie) est un universitaire italien spécialiste de la géographie urbaine diplômé en lettres modernes de l'Université de Pise. Il enseigne à l'Université de Gênes.

## Biographie
Fabrizio Bartaletti est, depuis 1985, professeur agrégé de géographie urbaine à la Faculté des Sciences humaines de l'Université de Gênes.
En 2004, il est apte au poste de professeur du secteur disciplinaire « M - GGR01-géographie ».
En 2005, il entre avec cette qualification à l'Université de Gênes et prend possession de la chaire de « géographie B »
Dans la seconde moitié des années 1970, il élabore un programme de recherche pilote sur les petites villes italiennes et de la consommation de l'espace et les années 1980 il se consacre à des questions plus générales dans le domaine de la géographie de la ville et des villes, qui font l'objet de publications en  deux volumes, Compendio di geografia urbana ("Synthèse de géographie urbaine") (1986), Città e territorio ("Ville et Territoire") (2003). Ces publications sont particulièrement dédiées aux problèmes de la définition et de la délimitation des aires métropolitaines en Italie.
On lui doit un autre livre sur Le aree metropolitane italiane ("Les régions métropolitaines italiennes") (2000), sans oublier les études sur le réseau urbain La rete urbana dell’Italia (Le réseau urbain en Italie) (2006).
Au début des années 1980, Fabrizio Bartaletti développe une deuxième phase de recherches, la géographie du tourisme, en particulier dans les Alpes et plus généralement dans les montagnes italiennes auxquelles il consacre un livre Le grandi stazioni turistiche nello sviluppo delle Alpi italiane ("Les grandes stations touristiques dans le développement des Alpes italiennes") (1994).
Il apporte de nombreuses contributions dans des revues françaises, allemandes et autrichiennes, et participe à trois rapports sur le tourisme italien (Istat - ENIT) pour le  Touring Club Italiano, ainsi que le premier rapport sur le tourisme de montagne en Italie (2002).
Depuis la fin des années 1990, il se consacre essentiellement aux études et recherches dans les Alpes, en produisant un volume sur ce sujet Geografia e cultura delle Alpi ("La géographie et la culture des Alpes"; 2004) et en rédigeant l'édition italienne du livre Die Alpen de Werner Bätzing (2005). En 2011 est sortie une nouvelle édition étendue du livre du 2004 : Le Alpi. Geografia e cultura di una regione nel cuore dell'Europa ("Les Alpes. Géographie et culture d'une région au cœur de l'Europe").
Depuis décembre 2004, il est membre d'une commission sur les zones urbaines et rurales basée à Rome par le président de l' ISTAT, en novembre 2006, président ès sciences en géographie appliquée et de l'École des sciences en systèmes d'information géographique Land-Tourisme, membre de la recherche au CRUIE (Développement urbain et de technologie écologique) et au CERIST (Innovation et Développement du tourisme) de l'Université de Gênes.
Fabrizio Bartaletti a préparé, pour l'éditeur turinois Bollati Boringhieri, un livre sur les aires métropolitaines, de portée internationale : Le aree metropolitane in Italia e nel mondo ("Les régions métropolitaines en Italie et dans le monde"; 2009).

## Publications
- Il ruolo delle piccole citta nella rete urbana italiana / Marco Costa, Carlo Da Pozzo, Fabrizio Bartaletti / Pise : Libreria Goliardica, 1976
- Le piccole citta italiane / Pise : Libreria Goliardica, 1977
- Le piccole citta' italiane. Trasformazioni dell'agricoltura ed evoluzione della popolazione in Lunigiana / Gisella Cortesi / Pise : Goliardica, 1977
- Lumezzane : il maggior centro italiano dell'industria della posateria /Rome : Societa Goegrafica Italiana, 1978
- Il grado di urbanizzazione delle province italiane / Gênes : Bozzi, 1979
- Il complesso urbano Franco - Monegasco / Gênes : Bozzi, 1980
- Il consumo dello spazio in Toscana / : Istituto grafico italiano, 1981
- Le anomalie amministrative della Toscana /1983
- Il comprensorio turistico dell'Abetone / : Istituto grafico italiano, 1983
- Consumo dello spazio e urbanizzazione in Abruzzo / Rome : Edizioni dell'Ateneo, 1983
- Porti e approdi turistici nel quadro della nautica e del turismo balneare in Toscana / 1985
- Geografia urbana / Gênes : Bozzi Editore, stampa 1990
- Le grandi stazioni turistiche nello sviluppo delle Alpi italiane / Bologne : Patron, 1994
- Le citta alpine dell'Italia di Nord-Est : dinamiche della popolazione, aspetti insediativi e struttura economica / Andrea Guaran ; coord. Domenico Ruocco ; tut. Fabrizio Bartaletti/Genova : Universita degli studi, 199?
- Popolamento e spopolamento in un settore alpino a cavallo della frontiera : l'Ossola e le limitrofe regioni del Vallese, della Valsesia e del Canton Ticino / : Alfredo Guida, 1997
- L'urbanizzazione nelle Alpi italiane / Naples : Geocart, 1998
- Aspetti quali-quantitativi del turismo nelle Alpi italiane / : Cisalpino Istituto Editoriale Italiano, 1998
- Le aree metropolitane italiane : un'analisi geografica / Gênes : Bozzi, 2000
- Una strategia per lo sviluppo del turismo contro lo spopolamento della Liguria alpina : il caso di Pigna e delle alte valli Argentina e Arroscia, 2001
- Crissolo e la Valle Po, fra spopolamento e sviluppo turistico /: 2001
- Geografia, toponomastica e identita culturale : il caso del Sudtirolo / 2002
- Geografia e cultura delle Alpi /Milan : F. Angeli, 2004
- Le Alpi : una regione unica al centro dell'Europa, édition italienne du livre de Werner Bätzing, Turin : Bollati Boringhieri, 2005
- Geografia generale. Principi, nozioni, campi di ricerca / Turin : Bollati Boringhieri, 2006.
- I toponimi come strumento per conservare o cancellare l'identita culturale e nazionale : il caso dell'Istria, della Val Roja e del bacino del Varo / Gênes : 2007
- Geografia e nomi di luogo nelle regioni di confine : gli esempi del Sudtirolo, dell'Istria e dell'ex-Provincia di Nizza, Genova : Bozzi, 2009
- La citta / Gênes : Bozzi, 2009
- Le aree metropolitane in Italia e nel Mondo / Turin : Bollati Boringhieri, 2009.
- Le Alpi. Geografia e cultura di una regione nel cuore dell'Europa / Milan : FrancoAngeli, 2011.
- La città come spazio geografico / Gênes : Bozzi, 2012.
- Geografia. Teoria e prassi / Turin : Bollati Boringhieri, 2012.

## Livres édités
Géographie
- (it) Teoria e prassi, Turin, Bollati Boringhieri, 2012, 252 p. (ISBN 978-88-339-5847-7, lire en ligne)

Geographie générale.
- Principi, nozioni e campi di ricerca, éditeur Bollati Boringhieri, Turin , 2006  (ISBN 8833957721)

Géographie urbaine
- Compendio di geografia urbana, éditeur Bozzi, Gênes, 1986.
- Città e territorio, Bozzi, Gênes, 2003
- Le aree metropolitane in Italia e nel Mondo, Bollati Boringhieri, Turin, 2009.  (ISBN 88-339-1996-X)

Geographie du tourisme
- Le grandi stazioni turistiche nello sviluppo delle Alpi italiane, éditeur Pàtron, Bologne, 1994 (271 pages).  (ISBN 8855522876)

Geographie des Alpes
- Geografia e cultura delle Alpi, FrancoAngeli, Milan, 2004  (ISBN 8846451198)
- Le Alpi. Una regione unica al centro dell'Europa, Bollati-Boringhieri, Turin, 2005 (par F. Bartaletti, édition italienne de Die Alpen, W. Bätzing 2003)  (ISBN 8833915743)

## Crédit d'auteurs
- (it) Cet article est partiellement ou en totalité issu de l’article de Wikipédia en italien intitulé « Fabrizio Bartaletti » (voir la liste des auteurs).